# Adriano Gozzini
Adriano Gozzini (ur. 13 kwietnia 1917 we Florencji, zm. 24 września 1994 w Pizie) – włoski fizyk eksperymentalny, związany z Uniwersytetem w Pizie i Scuola Normale Superiore di Pisa.

## Życiorys
Od 1936 studiował w Scuola Normale Superiore di Pisa. Tam w 1940 obronił pracę doktorską poświęconą spektroskopii w podczerwieni napisaną pod kierunkiem Luigi Pucciantiego. Następnie został wcielony do wojska, służył m.in. w Grecji, gdzie po kapitulacji Włoch w 1943 został wzięty do niewoli niemieckiej i przebywał w obozie jenieckim w Dęblinie.
Po II wojnie światowej rozpoczął pracę w Instytucie Fizyki Uniwersytetu w Pizie, od 1959 był tam zatrudniony na stanowisku profesora. W 1970 został dyrektorem Laboratorio per lo Studio delle Proprietà Fisiche di Biomolecole e Cellule, w 1971 dyrektorem Laboratorio di Fisica Atomica e Molecolare CNR w Pizie, od 1985 był profesorem Scuola Normale Superiore di Pisa, gdzie kierował nowo powstałym laboratorium fizyki atomowej.
Razem z Marcello Conversim zbudował komorę jonizacyjną, która była prototypem komory iskrowej, prowadził obserwacje przejść wielofotonowych w absorpcji w obszarze mikrofalowym wykrywanych metodą pomiaru momentów pędu, wprowadził też obserwację polaryzacji zespołu atomów, którą uzyskał dzięki pompowaniu optycznemu za pomocą zjawiska Faradaya, był jednym ze współodkrywców zjawiska interferencji stanów kwantowych.

## Zaszczyty
W 1971 otrzymał Premio Feltrinelli, w 1981 Medal Mariana Smoluchowskiego. Był doktorem honoris causa uniwersytetów w Lille, Clermont-Ferrand i Paryżu (1988). Należał do Accademia dei Lincei (od 1987) i Królewskiego Towarzystwa Naukowego w Liège.
Jego imię nosi jedna z ulic w Pizie.